# Carla Diaz
Carla Carolina Moreira Diaz (sinh ngày 28 tháng 11 năm 1990) là một nữ diễn viên người Brazil.

## Nghề nghiệp
Carla Diaz bắt đầu sự nghiệp của mình vào năm 1992 chỉ với hai tuổi, làm quảng cáo trên truyền hình, trong đó, tổng thể, đã làm khoảng 80 quảng cáo. Trong vở opera xà phòng ra mắt năm 1994, nơi cô đóng vai Eliana, Éramos Seis, và năm 1996 nổi tiếng với vai Tininha Colégio Brasil ngọt ngào, cả hai phim đều của SBT. Năm 1998, Carla Diaz được biết đến trên toàn quốc khi diễn xuất trong phần thứ hai của tiểu thuyết Chiquititas Brasil khi cô bé Maria, nơi cô ở lại ba mùa, rời đi vào năm 1999.
Năm 2000, Carla Diaz chuyển đến Rede Globo, nơi cô tham gia vở opera Laços de Família như Raquel ngọt ngào, nhưng đó là vào năm 2001, cô đã trở thành một nữ diễn viên trong O Clone hóa thân vào nơi Khadija Rachid, con gái của nhân vật chính Jade (Giovanna Antonelli). Năm 2003, Carla Diaz đóng vai Angélica trong bộ phim ngắn A Casa das Sete Mulheres, một cô con gái du kích nhỏ của một trong bảy nhân vật chính. Năm 2004, Carla là người dẫn chương trình Giải thưởng xuất sắc nhất năm Austregésilo de Athayde, Academia Brasileira de Letras. Trong những năm tiếp theo, Carla Diaz đóng trong Sítio do Picapau Amarelo, với tư cách là Cléo, và A Grande Família, trong vai Beatriz.
Năm 2007, Carla Diaz phải đối mặt với một trong những công việc khó khăn nhất của mình ở Sete Pecados, nơi Gina đóng vai đứa trẻ mồ côi, nạn nhân bị bắt nạt ở trường vì là người mang HIV, bị đánh đập và làm nhục. Vào tháng 2 năm 2009 Carla Diaz đã ký hợp đồng với Rede Record, tham gia bộ ba Os Mutantes, giai đoạn thứ ba Promessas de Amor, nơi cô là nhân vật chính Juno. Năm 2011, Carla Diaz tham gia đoàn phim Rebelde, với vai Márcia bí ẩn. Năm 2014, Carla Diaz vào vai nhà báo Lucrécia, trong bộ phim ngắn về chính trị Plano Alto.